# USS Truxtun (DD-229)
USS Truxtun (DD-229) là một tàu khu trục lớp Clemson được Hải quân Hoa Kỳ chế tạo vào cuối Chiến tranh Thế giới thứ nhất, và đã tiếp tục phục vụ trong Chiến tranh Thế giới thứ Hai cho đến khi bị đắm do mắc cạn năm 1942. Nó là chiếc tàu chiến thứ ba của Hải quân Hoa Kỳ được đặt tên theo Thiếu tướng Hải quân Thomas Truxtun (1755-1822).

## Thiết kế và chế tạo
Truxtun được đặt lườn vào ngày 3 tháng 12 năm 1919 tại xưởng tàu của hãng William Cramp & Sons ở Philadelphia. Nó được hạ thủy vào ngày 28 tháng 9 năm 1920, được đỡ đầu bởi cô Isabelle Truxtun Brumby; và được đưa ra hoạt động tại Xưởng hải quân Philadelphia vào ngày 16 tháng 2 năm 1921 dưới quyền chỉ huy của Hạm trưởng, Thiếu tá Hải quân Melville S. Brown.

## Lịch sử hoạt động

### Giữa hai cuộc thế chiến
Sau khi nhập biên chế, Truxtun hoàn tất việc chạy thử máy và bắt đầu nhiệm vụ dọc theo vùng bờ Đông Hoa Kỳ cùng Hạm đội Đại Tây Dương như một đơn vị của Đội khu trục 39, Hải đội Khu trục 3. Nó hoạt động tại vùng bờ biển Đại Tây Dương cho đến mùa Thu năm 1921 khi nó được chuyển sang Đội khu trục 43, Hải đội 15. Trong mùa Đông năm 1921-1922, chiếc tàu khu trục tham gia các cuộc cơ động và thực tập hạm đội gần vịnh Guantánamo, Cuba.
Vào tháng 3 năm 1922, Đội khu trục 43 đi lên phía Bắc đến Newport, Rhode Island, để chuẩn bị cho việc phục vụ tại Viễn Đông cùng Hạm đội Á Châu. Vào ngày 22 tháng 6 năm 1922, Truxtun khởi hành từ Newport, đi ngang qua Địa Trung Hải, kênh đào Suez và Ấn Độ Dương, và đến Viễn Đông vào giữa tháng 8. Đến đầu tháng 9, nó cùng các tàu khu trục chị em thuộc Đội 43 gia nhập lực lượng chủ yếu của Hạm đội Á Châu ngoài khơi Yên Đài, trên bờ biển Đông Bắc Trung Quốc. Đến cuối tháng 10, hạm đội hướng về phía Nam đến căn cứ mùa Đông ở Manila, Philippines, nơi nó tiến hành các cuộc thực tập cho đến mùa Xuân năm sau.
Truxtun phục vụ trong mười năm tiếp theo cùng Hạm đội Á Châu, luân phiên các chuyến đi mùa Hè đến các vùng biển Trung Quốc cùng các cuộc cơ động mùa Đông tại vùng biển Philippines, nhưng cũng ngắt quãng bởi những nhiệm vụ đặc biệt bất thường. Vào tháng 6 năm 1924, nó cùng năm tàu khu trục khác thuộc Đội 43 đã giúp hình thành nên một chuỗi cột mốc ngang qua biển Hoàng Hải để hỗ trợ cho chuyến bay tiên phong vòng quanh thế giới từ ngày 9 tháng 4 đến ngày 28 tháng 9 do Quân đoàn Không quân Hoa Kỳ (tiền thân của Không quân Hoa Kỳ ngày nay) thực hiện. Thường xuyên hơn, tình trạng bất ổn tại Trung Quốc đã buộc chiếc tàu khu trục phải có mặt để bảo vệ tính mạng và tài sản của công dân Hoa Kỳ. Nó trải qua tổng cộng tám trong số 13 tháng từ tháng 9 năm 1926 đến tháng 10 năm 1927 làm nhiệm vụ tuần tra sông Dương Tử trong khi các phe phái xung đột nhau trong cuộc Nội chiến Trung Quốc; và nó quay lại hoạt động Tuần tra sông Dương Tử thêm hai lần, từ ngày 1 tháng 3 đến ngày 14 tháng 4 năm 1930 và từ tháng 1 đến tháng 3 năm 1932, khi có mối đe dọa đến tính mạng và tài sản người nước ngoài.
Vào ngày 18 tháng 4 năm 1932, Truxtun rời Manila và Hạm đội Á Châu khi nó được điều động về Lực lượng Chiến trận. Sau các chặng dừng tại Guam, Midway và Hawaii, nó về đến Xưởng hải quân Mare Island vào ngày 13 tháng 5. Trong bảy năm tiếp theo, nó tuần tra tại Thái Bình Dương, xa về phía Bắc đến tận Alaska và về phía Nam đến vùng kênh đào Panama, tham gia các cuộc cơ động thực tập cùng các tàu chiến chủ lực của Lực lượng Chiến trận. Chỉ một lần nó rời khu vực Thái Bình Dương vào năm 1934, khi nó rời San Diego vào ngày 9 tháng 4, băng qua kênh đào Panama, ghé qua Port-au-Prince, Haiti trước khi đi đến New York vào ngày 31 tháng 5. Sau chuyến viếng thăm, nó hoạt động tuần tra tại vùng bờ Đông trước khi rời Hampton Roads vào ngày 15 tháng 9, đi trở qua kênh đào và quay về đến San Diego vào ngày 9 tháng 11 để tiếp tục các hoạt động cùng Lực lượng Chiến trận.

### Thế Chiến II

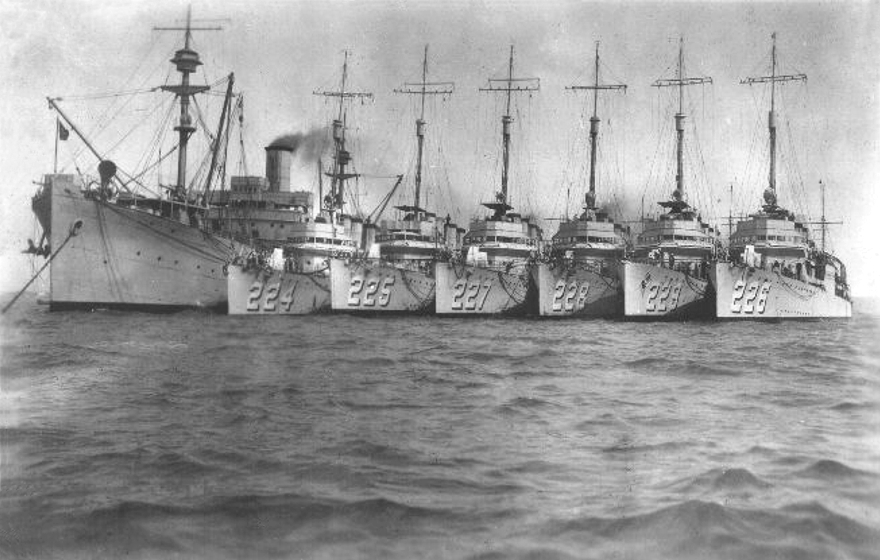
Từ trái sang phải: Tàu tiếp liệu và các tàu khu trục,,,, Truxtun (DD-229) và.

Ngày 27 tháng 4 năm 1939, Truxtun khởi hành từ San Diego một lần nữa băng qua vùng kênh đào Panama. Nó đi đến Norfolk, Virginia vào ngày 15 tháng 5, và gia nhập Đội khu trục 27 trực thuộc Hải đội Đại Tây Dương, làm nhiệm vụ tuần tra tại vùng bờ Đông Hoa Kỳ trong khi bóng mây chiến tranh đang đe dọa khắp Châu Âu. Khi Chiến tranh Thế giới thứ hai nổ ra vào tháng 9, chiếc tàu khu trục thực thi tuyên bố của Tổng thống Franklin D. Roosevelt về trạng thái trung lập của Hoa Kỳ qua việc tiến hành Tuần tra Trung lập cũng như nhiệm vụ hộ tống các đoàn tàu vận tải ngoài khơi bờ biển Đại Tây Dương, vịnh Mexico và vùng biển Caribe. Vào cuối tháng 5 và đầu tháng 6 năm 1940, nó thực hiện một chuyến đi đến Casablanca, Bắc Phi, rồi tiếp nối nhiệm vụ tuần tra ngoài khơi Florida và vùng biển Caribe.
Sau khi được sửa chữa tại Norfolk vào tháng 12 năm 1940 và tháng 1 năm 1941, Truxtun rời Hampton Roads vào ngày 6 tháng 2, và đi đến Newport, Rhode Island vào ngày hôm sau, nơi nó gia nhập Đội khu trục 63 trực thuộc Hải đội 31. Từ cuối tháng 2 đến giữa tháng 3, nó thực hiện hai chuyến đi đến Halifax, Nova Scotia, Canada, và quay trở về Xưởng hải quân Washington trong cả hai dịp này. Đến ngày 15 tháng 3, nó quay trở lại Norfolk tiếp nối hoạt động tuần tra và thực tập. Trong suốt thời gian còn lại của quãng đời hoạt động, nó tuần tra tại các tuyến đường hàng hải và hộ tống vận tải từ các cảng New England và Canada ngang qua Newfoundland để đến Reykjavík, Iceland.
Vào ngày Giáng sinh 1941, Truxtun khởi hành từ Boston, Massachusetts hộ tống cho Đoàn tàu HX-168. Nó đi đến Reykjavík vào ngày 13 tháng 1 năm 1942, và lên đường quay trở lại Argentia sáu ngày sau đó cùng với Đoàn tàu ON-57. Lúc 04 giờ 10 phút ngày 18 tháng 2, đang khi hoạt động như một tàu hộ tống cho chiếc USS Pollux (AKS-2) tại vịnh Placentia, Newfoundland, Truxtun bị mắc cạn trong một cơn cuồng phong dữ dội tại khu vực giữa Lawn và St. Lawrence, gần Chambers Cove, ở tọa độ 46°51′57″B 55°43′30″T / 46,86583°B 55,725°T. Con tàu bị vỡ hầu như ngay lập tức sau khi bị mắc cạn, và cho dù đã có những nỗ lực anh dũng để cứu hộ của cư dân địa phương, 110 thành viên thủy thủ đoàn đã bị mất cùng con tàu. Pollux cũng bị đắm với tổn thất 93 người thiệt mạng; tàu khu trục USS Wilkes (DD-441) cũng mắc cạn, nhưng thoát được và không chịu thương vong.
Tên của Truxtun được cho rút khỏi danh sách Đăng bạ Hải quân vào ngày 25 tháng 3 năm 1942.